# My sweet ウマドンナ 〜僕は君のウマ〜
『My sweet ウマドンナ 〜僕は君のウマ〜』（マイ・スイート・ウマドンナ ぼくはきみのウマ）とは、ウマドンナ製作委員会が2011年12月11日より提供しているブラウザゲームである。
この項では、続編にあたる『My sweet ウマドンナ2 〜ウマすぐ Kiss Me〜』（2012年12月9日提供開始、以下「2」と表記）についても説明する。

## 概要
『CINEMA KEIBA/JAPAN WORLD CUP』など競馬未経験者・初心者を対象としたwebコンテンツを展開してきた日本中央競馬会（JRA）が、年末に行なわれる有馬記念に向けて「web上に面白いコンテンツを用意した上でfacebookやtwitterと連動して盛り上げていくのが効果的である」ということで競走馬が主人公となって、彼を世話する女性スタッフとの交流を描くシミュレーションゲーム（ギャルゲー）を展開することとなった。
ゲーム製作にあたってはキャラクター原案を緒方剛志、シナリオを蒼山サグ、アニメーション製作・イラスト作画はProduction I.Gがそれぞれ担当し、さらにキャラクターボイスには有名声優を起用するなどしている。「2」から登場する堀井瑠香を除く登場キャラの名前は歴代の有馬記念優勝馬とその管理調教師から取られている。
ゲーム提供開始後の2011年12月25日（第56回有馬記念開催日）には中山競馬場への来場者プレゼントとしてキャラクターのイラスト入りクリアファイルが用意された。
「2」については、主要製作スタッフ、声優・登場キャラクターなどは前作と同じだが、新キャラクター1名が追加されている。

## 登場キャラクター
主人公 - 馬名はプレイヤーが決めることができる
声 - なし
まだデビュー前の牡の3歳馬。毛色は鹿毛。競走馬としては小柄で血統的に目立ったところもなく、性格も内向的だった為になかなか入る厩舎が決まらなかったが、調教師の夢路に秘めた素質を認められ、入厩することとなった。
3人の女性スタッフの励ましやアドバイスもあって、一流馬として成長していくことになる。
「2」ではファン投票で3位となり有馬記念に出走するはずだった彼はその前哨戦で鼻出血を起こし、結果出走を回避。4歳となり、放牧から帰厩するところからゲームは始まる。
松田 あすか（まつだ あすか）
声 - 豊崎愛生
夢路厩舎の女性厩務員で、STAGE1に登場主人公の担当として世話をする。
馬が大好きで、小さい頃にテレビで見た有馬記念で競馬の世界に興味を持ち「自分の担当馬といっしょに有馬記念のパドックを歩きたい」という夢を持って競馬学校厩務員課程に入学。卒業後、夢路厩舎で働く。身体は小さ目で、主人公からは中学生と間違われるほど。 馬を見るだけでその馬の気持ちが120%わかるという特技を持つ。
「2」では元気が売り物の彼女が、ある理由でどことなく寂しくなっている。
名前は「松田国英」+「ダイワスカーレット」（2008年優勝）。
夢路 寿（ゆめじ ことぶき）
声 - 佐藤利奈
主人公を預かる女性調教師で、STAGE2に登場。美浦トレーニングセンター所属。
若いながらも腕は一流で厩舎開業以来、順調に勝ち星を伸ばしているがGIレースへの出走は自身の考えもあってまだゼロ。馬の騎乗に関しても騎手顔負けのテクニックを持つ。性格はクールで、主人公を含め所属馬にはいつも辛口な態度を取る。「1」ではピンク、「2」では水色のジャージ姿で首からストップウォッチをぶら下げており、一見すると体育教師風である。
デビューが遅れてクラシックに間に合わなかった主人公には「有馬記念に出走して優勝する」ことを期待している。
「2」ではスパルタで名を馳せた彼女が、馬の故障が続いたこともあり消極的となり、彼にもデリケートな復帰プランを立てている。
名前は「ドリームジャーニー（の和訳）」+「池江泰寿」（2009年優勝）。
藤沢 紅莉栖（ふじさわ くりす）
声 - 遠藤綾
主人公に騎乗する女性騎手で、STAGE3に登場。美浦トレーニングセンター所属。
デビューからまだ間もないが、既にリーディング争いに加わるという天才騎手。他厩舎からの騎乗依頼も多いが、主人公の出走レースに他馬で騎乗した際に彼女が彼を大変気に入り、コンビを組むこととなった。主人公には多大な期待を寄せており、自身とのダブルネーム入りのお守りを用意するほど。
見た目は優雅な雰囲気を持つが実際は裕福な家庭で育った訳ではなく、陰で血の滲む様な努力を重ねてきている。内に秘めた「サラブレッドのエリート」とも言える良血馬への対抗心は想像を絶する。
「2」ではレース中に落馬して手首を骨折、そのリハビリ中に帰厩した彼に出会う。
名前は「藤沢和雄」+「シンボリクリスエス」（2002・2003年優勝）。
堀井 瑠香（ほりい るか）
声 - 阿澄佳奈
「2」から登場した、謎の多い少女。帰厩した主人公の目の前にいきなり登場し、達観した目つきで彼を叱咤する。
名前は蒸留酒のウォッカをウクライナ語で「ホリルカ（горілка）」と呼ぶことに由来する。また、この少女の謎な部分、そして「2」で鼻出血をするというエピソードは、競走馬のウオッカが2009年の有馬記念の出走回避及び引退の原因となったのが鼻出血であることに由来している。
インタビュアー
声 - 細江純子（特別出演・元騎手）
「2」のみ登場。

## スタッフ
My sweet ウマドンナ 〜僕は君のウマ〜
- シナリオ - 蒼山サグ
- キャラクター原案 - 緒方剛志
- 監督・キャラクターデザイン・絵コンテ・演出・作画監督 - 田頭しのぶ
- 美術監督 - 小倉宏昌
- 色彩設計 - 田中美穂
- 撮影監督 - 中田祐美子
- 編集 - 植松淳一
- 音響監督 - 小泉紀介
- プロデューサー - 杉本豊
- アニメーションプロデューサー - 黒木類
- 制作 - Production I.G
- 製作 - ウマドンナ製作委員会

My sweet ウマドンナ2 〜ウマすぐ Kiss Me〜
- シナリオ - 蒼山サグ
- キャラクター原案 - 緒方剛志
- 監督・キャラクターデザイン・絵コンテ・演出 - 田頭しのぶ
- 作画監督 - 八尋裕子
- 美術設定・美術監督 - 小倉宏昌
- 色彩設計 - 田中美穂
- 撮影監督 - 中田祐美子
- 編集 - 植松淳一
- 音響監督 - 小泉紀介
- プロデューサー - 津川明倫
- アニメーションプロデューサー - 黒木類
- 制作 - Production I.G
- 製作 - ウマドンナ製作委員会

## 主題歌
My sweet ウマドンナ 〜僕は君のウマ〜
オープニングテーマ「Uh!ウマドンナ☆☆」
作詞 - 月宮うさぎ / 作曲・編曲 - 小池雅也 / 歌 - ULTRA-PRISM
エンディングテーマ「bitter」
作詞・歌 - 麻生夏子 / 作曲・編曲 - 渡辺翔
My sweet ウマドンナ2 〜ウマすぐ Kiss Me〜
オープニングテーマ「happy now!ウマドンナ」
作詞 - 月宮うさぎ / 作曲・編曲 - 小池雅也 / 歌 - ULTRA-PRISM
エンディングテーマ「わがままバディー」
作詞 - 深青結希 / 作曲・編曲 - 若林充 /歌 - 能登有沙（from StylipS）

## コミカライズ
- My sweet ウマドンナ 馬きゅ〜ん（マイ スイート ウマドンナ ばきゅ〜ん） - 週刊少年サンデーS（小学館）2012年8月号より連載の険持ちよ作画によるコミカライズ、単行本全3巻。ストーリー・登場人物はゲーム版とは大きく異なる。

- My sweet ウマドンナ - 電撃マオウ（アスキー・メディアワークス）2013年7月号より2013年12月号まで連載のトミイ大塚作画、古田麻脚本によるコミカライズ、単行本全1巻。